# Rodrigo Otávio Filho
Rodrigo Octávio de Langgaard Meneses Filho (Rio de Janeiro, 8 de dezembro de 1892 – Rio de Janeiro, 20 de abril de 1969) foi um advogado, poeta e escritor brasileiro. 

## Biografia
Filho de Rodrigo Otávio de Langgaard Meneses, também imortal da Academia Brasileira de Letras, e de Maria Rita Pederneiras de Langgaard Meneses, estudou no Colégio Pedro II (então nominado Ginásio Nacional) e no Colégio Alfredo Gomes – tradicionais da então capital do país.
Bacharel em letras (1909), formou-se em direito em 1914, exercendo a advocacia. Junto ao pai, fundou a Revista Jurídica, estreando na literatura no ano de 1922, com seu primeiro livro poético “Alameda Noturna”, filiado ao “penumbrismo” – que definia como sendo uma atitude, uma emoção – expressão criada por Ronald Couto. Foi colaborador em diversas publicações literárias e jornais, como o caso da revista Atlântida (1915-1920). 
Integrou o Instituto dos Advogados do Brasil , o Conselho Federal da Ordem dos Advogados do Brasil e o Clube dos Advogados. Delegado brasileiro  no Conselho Interamericano das Câmaras de Comércio e Produção (em 1948 e 1950), participou de diversas entidades, como o PEN Clube do Brasil (como fundador), Sociedade Felipe D'Oliveira, Sociedade Brasileira de Geografia, etc. Era membro correspondente da Academia das Ciências de Lisboa.
Foi associado ao Rotary Club do Rio de Janeiro, lá prestou serviços humanitários e foi seu Presidente no período 1931-1932 

## Condecorações e Homenagens
- Foi agraciado com os seguintes graus das Ordens Honoríficas portuguesas:

```
   Grande-Oficial da 
Ordem Militar de Sant'Iago da Espada
 (17 de maio de 1958) 
   Grande-Oficial da 
Ordem do Infante D. Henrique
 (26 de janeiro de 1967).
[
5
]
```

- Patrono da Cadeira nº 40 da Academia Rotária de Letras da Cidade do Rio de Janeiro ABROL Rio [6]
- Em Curitiba, PR, no bairro de São Lourenço, a rua Rua Rodrigo Octávio de Langaard Menezes Filho CEP 82200-200 pereniza seu nome.

## Academia Brasileira de Letras
Segundo ocupante da cadeira 35, que tem por patrono Tavares Bastos, sucedendo ao próprio pai. Eleito em 10 de agosto de 1944, foi empossado em 19 de junho do ano seguinte, sendo recebido por Pedro Calmon. Presidiu a Academia em 1955.